# Dalechowice
Dalechowice – wieś w Polsce położona w województwie świętokrzyskim, w powiecie kazimierskim, w gminie Kazimierza Wielka.
W latach 1975–1998 miejscowość administracyjnie należała do województwa kieleckiego.
Wieś stanowi sołectwo gminy Kazimierza Wielka.
| SIMC    | Nazwa         | Rodzaj    |
| ------- | ------------- | --------- |
| 0241293 | Folwark       | część wsi |
| 0241301 | Gościniec     | część wsi |
| 0241318 | Kobiele       | część wsi |
| 0241324 | Krzyszkowskie | część wsi |
| 0241330 | Nowa Wieś     | część wsi |
| 0241347 | Stara Wieś    | część wsi |

## Historia
Dalechowice w wieku XIX opisano jako wieś i folwark w powiecie pińczowskim, gminie Nagórzany, w parafii Bobin.

W 1827 r. było tu 27 domów i 222 mieszkańców.

Około 1880 roku folwark jest własnością Wojewódzkiego wraz z attynencją Ligieniec i z gruntami służby leśnej. Rozległość wynosiła mórg 540 w tym: grunta orne i ogrody mórg 350, łąk mórg 25, pastwisk mórg 19, lasu mórg 130, nieużytki i place mórg 16.

Wieś Dalechowice posiadała osad 36, gruntu mórg 116.

## Zabytki
Park z XVIII w., wpisany do rejestru zabytków nieruchomych (nr rej.: A.187 z 9.12.1957).

## Związani z Dalechowicami
W Dalechowicach mieszkał Seweryn Bączalski – poeta, szlachcic, publicysta XVII-wieczny którego gniazdem rodzinnym był Bączal Dolny lub Górny na Podkarpaciu.